# عين الذهب (الباب)
عين الذهب  قرية سوريّة تتبع إداريّاً لمحافظة حلب منطقة الباب ناحية تادف، بلغ تعداد سكانها 669 نسمة حسب التعداد السكاني لعام 2004.